# ケイ素
ケイ素（けいそ、珪素、硅素、英: silicon、羅: silicium）は、原子番号14の元素である。元素記号はSi。原子量は28.1。「シリコン」とも呼ばれる。

## 名称
1787年に、アントワーヌ・ラヴォアジエが「silicon」と名付けた。ラテン語の「silex」「silicis」（燧石）にちなむ。のちに、宇田川榕庵が「舎密開宗」で「珪土」をケイ素（シリコン）の訳語とした。オランダ語のシリコンは「keiaarde」であり、「keisteen-aarde」（火打石の土）の短縮形であるため、玉偏の同音字「珪」（けい、「圭」の異体字）で音写した。のちに「硅」も出現したが、「珪素」が基準となった。中国名の「硅」はこの日本の音写由来であると考えられるが、発音はguī（グイ）と日本とは異なり、また台湾においては旧来の「矽」（xī、シー）が21世紀初頭現在においても用いられている。

## 性質

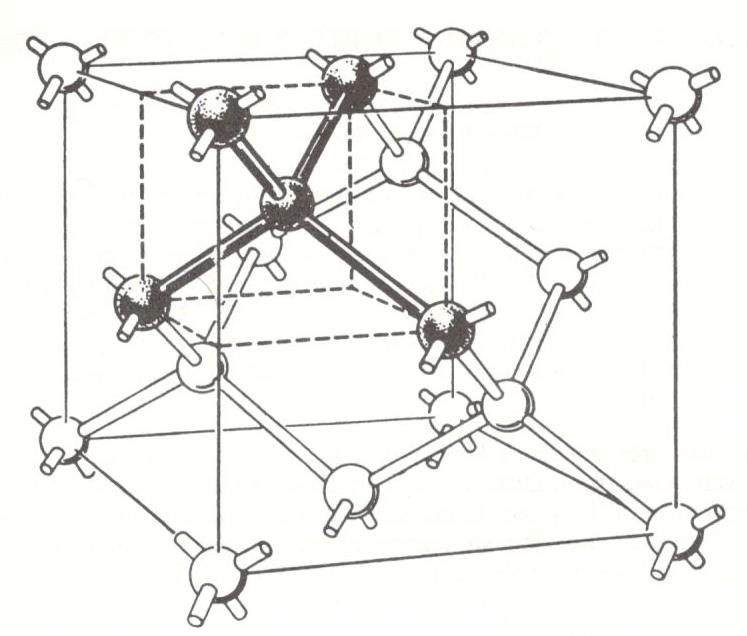
最外殻電子が４つ（四価）のケイ素で形成された結晶構造。図から見ても分かるように、ダイヤモンド構造で形成されている

標準状態で安定な結晶構造はダイヤモンド構造。比重2.33、融点1410 °C（1420 °C）、沸点 2600 °C（ほかに2355 °C、3280 °Cという実験値あり）。ダイヤモンド構造のケイ素は、1.12 eVのバンドギャップ（実験値）をもつ半導体である。これは非金属元素であるが、圧力（静水圧）を加えると、βスズ構造に構造相転移する。このβスズ構造のケイ素は金属である。更にケイ素には、シリセンという、ケイ素原子が環状に6個結びついた同素体がある。周期表において、すぐ上の元素は炭素だが、その常温・常圧での安定相であるグラファイト構造(シリセン)は、ケイ素においては安定な構造として存在できない。

## 分布
ケイ素は、地球の主要な構成元素のひとつである。地球地殻の質量の74.32 %は酸素（46.60%）とケイ素（27.72%）で占められており、石英の成分であるSiO2が地殻の大部分を構成している。地殻の造岩鉱物の92 %はSiO4の四面体を結晶構造の基本単位とするケイ酸塩鉱物である。

## 歴史
1787年に、アントワーヌ・ラヴォワジエが初めて元素として記載した。しかしラヴォワジエは、燧石そのものを元素だと思っていた。
1800年に、ハンフリー・デービーの研究によって燧石は化合物だったことが判明した。
1811年に、ジョセフ・ルイ・ゲイ＝リュサックとルイ・テナールが、のちのベルセリウスと同様の方法でアモルファスシリコンの分離に成功したと考えられている。
1823年に、イェンス・ベルセリウスが四フッ化ケイ素とカリウムを加熱して単離に成功した。

## 用途
バンドギャップが常温付近で利用するために適当な大きさであること、ホウ素やリンなどの不純物を微量ドープさせることにより、p型半導体、n型半導体のいずれにもなることなどから、電子工学上重要な元素である。半導体部品として利用するためには高純度である必要があり、このため精製技術が盛んに研究されてきた。現在、ケイ素は99.9999999999999%（15N）まで純度を高められる。また、Si(111) 基板はAFMやSTMの標準試料としてよく用いられる。

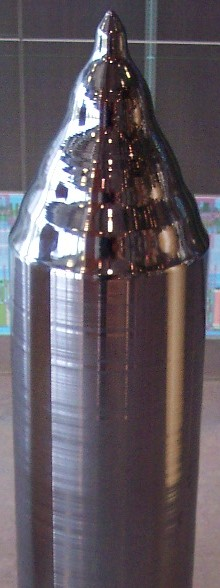
ケイ素の単結晶

### 赤外光学系
ケイ素は赤外域（波長2–6 μm）で高い透過率があり、レンズや窓の素材に用いられる。波長4 μmの屈折率は3.4255。

### 半導体素子

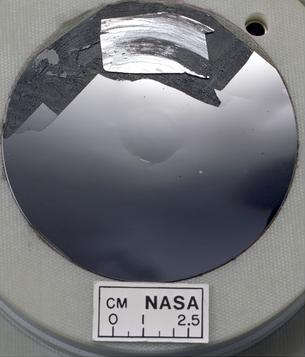
鏡面研磨されたシリコンウェハー

四塩化ケイ素やトリクロロシランから作られる高純度ケイ素の塊（シリコンウェハー）は、半導体素子に用いられる。また、液晶ディスプレイのTFTやソーラーパネルには、アモルファスシリコンや多結晶シリコンなどが用いられる。ヒ化ガリウムや窒化ガリウムなどの化合物半導体の基板にシリコンを用いれば、大幅な低価格化が可能であり、さまざまな研究や実用化が進められている。

### ケイ素含有合金
電気炉における製鉄材料として鉄1トンあたり4 kg前後のケイ素が添加されるほか、ケイ素合金として製鉄の脱酸素剤に用いられる。そのほかに、ケイ素を混ぜた鋼板（ケイ素鋼板）は、うず電流による損失が少なくなるため、変圧器に使われている。アルミニウム工業の分野でもケイ素の合金が使われている。また、鉛レス黄銅にも添加される。

### ケイ素含有セラミックス類
ケイ素の酸化物（シリカ）を原料とするガラスは、窓などで使われるほか、繊維状にしたグラスウールは断熱材や吸音材としても用途がある。ゼオライトは、イオン交換体、吸着剤あるいは、有機化学工業における触媒ともなっている。シリカゲルは、非常に利用しやすい乾燥剤になる。
炭化ケイ素は、耐火材や抵抗体として使われたり、高いモース硬度（9.5）を持つために研磨剤として使われたりする。そのほかのケイ素化合物として、アルミノケイ酸塩が粘土に含まれ、陶器やセメント・煉瓦などセラミックスと呼ばれる材料の主成分になっているほか、カルシウム化合物を除去する働きから、水の精製に使われるなどしている。

### アボガドロ定数の決定
ケイ素の単結晶は半導体材料として工業上重要であるため、もっとも高純度・低欠陥な結晶が実現されている材料のひとつである。このことから、28Siのほぼ無欠陥な単結晶により真球を作成し、この真球からアボガドロ定数の正確な値と、1 キログラムを構成するのに必要な原子の個数を決定する試みが行われた。2019年5月20日よりアボガドロ定数は6.02214076×1023 mol−1という定義値として施行されることになった。

### 機械式時計の部品
ケイ素は鉄と違って軽いうえ磁性を帯びないため、機械式時計の部品（ゼンマイ、ガンギ車など）の素材としても用いられるようになっている。最初に実用化に成功したのはスイス・ユリス・ナルダンの『フリーク』（2001年）で、以降スイスの高級時計メーカーで採用が進められている。日本では、2021年にセイコーエプソンがプリンターヘッドの製造技術を応用し、「オリエントスター」ブランドで初めて発売に踏み切った。
ただし、製造にはLIGAやMEMSなど高度な成型技術が必要なうえ、壊れやすいため歩留り率が低いなど、実用化されてから日が浅いため欠点や不明な点が多く、採用しないメーカーも多い。

## ケイ酸塩・ケイ素樹脂
前述のように、ケイ酸塩はさまざまな形で地殻上に存在しており、天然に存在するケイ素化合物のほとんどが、二酸化ケイ素およびケイ酸塩である。工業的にも広く用いられ、ガラス、陶磁器、肥料など、枚挙に暇がない。
アスベストは、繊維状のケイ酸塩鉱物であり、耐薬品性や耐火性から以前は建材などに広く用いられたが、中皮腫が問題になったため、使用量は激減している。日本でもアスベストによる健康被害が社会問題となり、労災認定や健康被害を受けた人に対しての補償問題、また、依然として既存建築物に多く残るアスベストの撤去問題を抱える。
有機基を有するケイ素二次元および三次元酸化物は、シリコーンと呼ばれる。このものは、優れた耐熱性、耐薬品性、低い毒性などの有用な性質を示し、油状のものはワックス、熱媒体、消泡剤などに用いられる。三次元シリコーンはゴム弾性を示し、ゴム状のものはホースやチューブ、樹脂状のものは塗料や絶縁材、接着剤など各種の用途に利用される。

## 製法

### 原料
工業用ケイ素の主原料は、SiO2からなる二酸化ケイ素（珪石、石英、シリカとも）である。日本国内の埋蔵量は2億トンあるとされるが、アルミニウムと同様、酸化物から還元するには大量の電力を必要とするため、金属シリコンの状態になってから輸入するのが一般的である。
世界の二酸化ケイ素の埋蔵量はきわめて潤沢であり、高純度のものも世界に広く分布する。二酸化ケイ素#埋蔵量を参照。

### 精製
金属グレードシリコン（MG-Si）
英語で"metallurgical-grade silicon" (MG-Si)と呼ばれる。直訳で「冶金グレードシリコン」であるが、日本語で金属グレードシリコンや金属シリコンと呼ばれることもある。
ケイ素の単体はカーボン電極を使用したアーク炉を用いて、二酸化ケイ素を還元して得る。この際、精製されたケイ素は純度99 %程度のものである。
{\displaystyle {\ce {SiO2 + C -> Si + CO2}}}
{\displaystyle {\ce {SiO2 + 2C -> Si + 2CO}}}
高純度ポリシリコン
さらに純度を高めるには、塩素と反応させ四塩化ケイ素にする。これは揮発性の高い液体なので、これを蒸留して純度を高める。そうして得られた純度の高い四塩化ケイ素を水素ガスと反応させて分解することで金属単体シリコンを得る。
{\displaystyle {\ce {Si + 2Cl2 -> SiCl4}}}
{\displaystyle {\ce {SiCl4 + 2H2 -> Si + 4HCl}}}
半導体グレードシリコン（SEG-Si）
集積回路に使用する半導体素子用の超高純度のケイ素（純度11N以上）は、上記の高純度シリコンから、さらにFZ（フローティングゾーン）法のゾーンメルティングやCz（チョクラルスキー）法の単結晶成長法による析出工程を経ることで製造される。
ゾーンメルト法では、結晶中の不純物が融解帯に掃き出されて濃縮する過程を繰り返すことで、高純度のケイ素を得る。Cz法においては偏析を利用して高純度化するため、原料であるポリシリコン（多結晶珪素）には、非常に純度の高いものが要求される。半導体に利用するには基本的に結晶欠陥（転位）のない単結晶が必要とされ、FZ法（フローティングゾーン）においてもCz法（チョクラルスキー）においても単結晶を回転させながらいったん細くし、転位を外に追い出した段階で結晶の径を大きくすることにより、所定の大きさの結晶を得る。FZ法は大口径化に向かないため、産業用に使用されているシリコンウェーハの大部分はCz法によって製造されている。現在製品化されているシリコンウェーハの径は直径300 mmまでである。なお、半導体メーカー数社によるコンソーシアム「G450C」による直径450 mmのシリコンウェハーの開発が現在検討中である。
太陽電池グレードシリコン（SOG-Si）
再生可能エネルギー発電の需要増大が起きる前は、ソーラーパネルの製造および需要事情は、半導体グレード（SEG）ほどの需要に応えられるような超高純度は必要なく、7N程度の純度で済み、また多結晶でも充分目的が果たせられる。このため上記の単結晶シリコンインゴットの端材などが原料に利用されてきた。
しかし、再生エネルギー発電の需要増大にともない、専用の太陽電池グレード（ソーラーグレード）シリコンの生産法が開発されている。手順としては上記の半導体グレード（SEG）の精製工程を簡略化した方法のほか、下記のような手法が用いられる。半導体グレード（SEG）に比べ、使用するエネルギーや製造費用が数分の1以下になるとされる手法が多い（ソーラーグレードシリコンを参照）。
- 流動床炉（FBR）法：種結晶を気流で巻き上げながら、表面にシリコンを析出させる。
- 冶金法：金属グレードシリコンから冶金学的手法によって直接ソーラーグレードシリコンを製造する。
- 水ガラス化法：珪石(SiO2)を水ガラス化した状態で高純度化してから還元する。
- NEDO溶融精製法：金属グレードシリコンを電子ビームやプラズマで溶融させて特定の不純物を除いたあと、一方向凝固させる。

ソーラーグレードシリコンは2006年（平成18年）ごろには高純度シリコン市場の約半分を占め、今後もその割合は拡大すると見られている。今後はソーラーグレードが高純度シリコン生産量の大部分を占め、半導体級は特殊品になっていくと予測されている。また太陽電池用シリコン原料は2008年（平成20年）までは供給の逼迫で価格が高止まりしていたが、2009年（平成21年）からは価格の低下が予測されている。
実験室的製法
しばしば授業や趣味の一環で、マグネシウムなどのアルカリ金属を使用したテルミット反応を利用して、金属ケイ素を精製することがある。
{\displaystyle {\ce {SiO2 + 2Mg -> Si +2MgO}}}
{\displaystyle {\ce {4Mg + SiO2 -> 2MgO +Mg2Si}}}
しかし、この反応でできたケイ素とマグネシウムが反応して、ケイ化マグネシウムが形成されることがある。
この反応は防げないため、純粋なケイ素だけを得るためには塩酸と反応させる必要がある。
{\displaystyle {\ce {Mg2Si +2HCl -> 2MgCl2 +H4Si}}}

## ケイ素化合物
- 一酸化ケイ素(SiO)
- 二酸化ケイ素（SiO2）- 石英など
- ケイ酸
- 窒化ケイ素（Si3N4）
- 炭化ケイ素(SiC)
- ケイ酸塩（MgSiO3など）
- 四塩化ケイ素（SiCl4）- 煙幕
- シラン（SiH4）
- シリコーン
- ケイ素樹脂
- 環状シロキサン（D3、D4など）
- 有機ケイ素化合物 - トリメチルシリル基(-Si(CH3)3)などを有する有機化合物。保護基や脱離基として有機合成に汎用されている。

## 生物
生物として知られているのは、放散虫・珪藻・シダ植物・イネ科植物などにおいて二酸化ケイ素のかたちでの骨格への利用に留まる。栄養素としての必要性は詳しく分かっていない。炭素とケイ素との化学的な類似から、SF などではケイ素を主要な構成物質とするケイ素生物が想定されることがある。
- 珪藻はケイ素を外部から取り込み細胞壁に利用している。珪藻の堆積物は珪藻土と呼ばれる。[要出典]
- 一部の植物ではケイ素の量と成長との間に関連がある。また病原体への抵抗力とも関連している[19]（植物について詳しくは栄養素_(植物)#ケイ素参照）。
- ラットでは、骨と結合組織（皮膚、爪、髪、気管、腱、大動脈）にケイ素が多い。[19]
- ヒトの体内には平均1 gのケイ素が含まれる。[20]

## 摂取

### 効果
ケイ素は必須元素ではなくラットや鳥など一部を除き多くの動物の体内には殆ど蓄積しない。ヒトが経口摂取したケイ素の殆どは吸収されずそのまま便として排出され、一部は僅かに水に溶けオルトケイ酸となり腸で吸収される。ケイ素は血中では可溶性のオルトケイ酸として存在するが、タンパク質等の高分子化合物と結合することなく尿として排出される。そのため特に人体に影響はない。しかし、ケイ素の摂取でシリカ結石となる場合があり、三ケイ酸マグネシウムの長期摂取による発症や、シリカを多く含む湧き水（172mg Si/L）により10ヶ月の乳児がシリカ結石になった症例が報告されているなどとり過ぎには注意が必要である

### 摂取基準
JECFA（FAO/WHO合同食品添加物専門家会議）では二酸化ケイ素（シリカ）やケイ酸カルシウムのADI（一日摂取許容量）を特定していない。日本においては、食品添加物として二酸化ケイ素（シリカ）またはケイ酸カルシウムを添加する場合、食品に対して合計で2％以下とされている。また、母乳代用品及び離乳食への使用は禁止されている
。

### 推定摂取量
ヒトの推定摂取量を次に示す。
- 西側諸国 : 20–50 mg/日
- インド : 143–204 mg/日[注 6]
- 中国 : 139 mg/日

以下はイギリスでの食品中のケイ素の量を計測したデータ。ケイ素を比較的多く含む食品を抜粋した。
| 食品                            | 1食分 (g) | ケイ素含量 （mg/1食分） | ケイ素含量 (mg/100 g) |
| ------------------------------- | --------- | ----------------------- | --------------------- |
| グラノーラ （シリアル）         | 60        | 7.35                    | 12.25                 |
| ミューズリー （スイススタイル） | 50        | 2.80                    | 5.59                  |
| オートブラン                    | 14        | 3.27                    | 23.36                 |
| スパゲティ （茹で）             | 220       | 1.45                    | 0.66                  |
| コメ（玄米） （茹で）           | 120       | 4.51                    | 3.76                  |
| コメ（短粒種） （茹で）         | 120       | 1.18                    | 0.98                  |
| 小麦ふすま                      | 14        | 1.54                    | 10.98                 |
| バナナ （生）                   | 100       | 4.77                    | 4.77                  |
| マンゴー （生）                 | 150       | 3.0-4.7                 | 2.0-3.15              |
| パイナップル （生）             | 80        | 3.14                    | 3.93                  |
| 豆腐                            | 60        | 1.78                    | 2.96                  |
| サヤインゲン （茹で）           | 90        | 7.86                    | 8.73                  |
| ホウレンソウ （茹で）           | 80        | 4.10                    | 5.12                  |
| 水道水                          | 200       | 0.50                    | 0.25                  |
| ラガービール （缶）             | 333       | 5.46                    | 1.64                  |

## 安全性
- 健康な腎機能を有する人では、通常の食物からの摂取量では問題が起こることはないと考えられている[19][25]。
- 医薬品やサプリメントなどによるケイ素を含む化合物の長期の摂取では腎結石、腎障害などを起こす可能性がある。[19]
- ケイ素が172 mg/L含まれる湧水の摂取によると考えられる腎結石の報告がある[26]。十分に管理されていない湧水や井戸水、鉱泉などの天然水には高濃度のケイ素が含まれることがある。
- ケイ素を多く摂取することで得られる人体への有効性については確認されていない[27]。
- ケイ素を含む粉体の吸入により珪肺など呼吸器系の障害を起こすことがある。